# Flärkarna (Ströms socken, Jämtland, 707665-150228)
Flärkarna är en sjö i Strömsunds kommun i Jämtland och ingår i Ångermanälvens huvudavrinningsområde. Sjön har en area på 0,126 kvadratkilometer och ligger 279,1 meter över havet. Sjön avvattnas av vattendraget Malmån.

## Delavrinningsområde
Flärkarna ingår i det delavrinningsområde (707670-150200) som SMHI kallar för Utloppet av Flärkarna. Medelhöjden är 302 meter över havet och ytan är 0,94 kvadratkilometer. Räknas de 6 avrinningsområdena uppströms in blir den ackumulerade arean 90,26 kvadratkilometer. Malmån som avvattnar avrinningsområdet har biflödesordning 4, vilket innebär att vattnet flödar genom totalt 4 vattendrag innan det når havet efter 164 kilometer. Avrinningsområdet består mestadels av skog (62 procent) och sankmarker (20 procent). Avrinningsområdet har 0,13 kvadratkilometer vattenytor vilket ger det en sjöprocent på 13,5 procent.